# Bereet
Bereet es un personaje ficticio que aparece en los cómics estadounidenses publicados por Marvel Comics.
Melia Kreiling interpretó al personaje en la película de Marvel Cinematic Universe Guardianes de la Galaxia (2014).

## Historial de publicaciones
Bereet apareció por primera vez en The Rampaging Hulk # 1 (enero de 1977), y fue creada por Doug Moench y Walt Simonson. También apareció en The Rampaging Hulk # 9 (junio de 1978).
Posteriormente se reveló que esta versión era una versión del universo alternativo. La versión principal de Bereet Tierra-616 apareció por primera vez en The Incredible Hulk vol. 2 # 269 (marzo de 1982), y continuó apareciendo en la serie de The Incredible Hulk vol. 2 # 270-282 (abril de 1982-abril de 1983), # 285 (julio de 1983) y # 287 (septiembre de 1983).
Bereet recibió una entrada en The Official Handbook of the Marvel Universe: Hulk (2004).

## Biografía ficticia
Bereet era una hembra Kryloriana tecno-artista que utilizó su tecnología alienígena para producir películas referentes aventuras ficticias de ella y Hulk. La mayoría de la población está obsesionada con las fantasías cinematográficas escapistas de las películas de tecno-arte, lo que la llevó a ser popular entre su gente. Bereet más tarde viajó a la Tierra y se involucró con Hulk mientras tenía la inteligencia de Bruce Banner, y se hizo amiga de Hulk y Rick Jones. También se encontró con el criminal Jackdaw.
Bereet usó una serie de dispositivos como el distorsionador espacial, Banshee Mask, Defendroids, su "mascota" Sturky y una variedad de otros dispositivos tecnológicos avanzados.
El planeta Krylor y su población fueron destruidos por Ego el Planeta Viviente durante el inicio del cruce de Máxima Seguridad.

## Poderes y habilidades
Como kryloriana, Bereet tiene una serie de rasgos típicos de su físico semihumanoide de mamíferos aviares, incluidos huesos muy porosos ("huecos"); una voz musical vibrante; dos dedos y un pulgar en cada mano; dos dedos en cada pie; iris rojos; y un color de piel rosa intenso. Ella usa una serie de creaciones de tecno-arte, incluyendo su Distorsionador espacial (que siempre lleva sobre su hombro como un bolso), Máscara de banshee, Defendroids, Energy-Eaters, "Flitter", Insula-Sphere, Life Support Spider, "Spindrone, "Star Eyes y" Web-Spider". Bereet demostró una serie de otras creaciones de tecno-arte en su película, pero no se ha revelado si usó alguna o todas estas en la realidad 616.

## En otros medios
Melia Kreiling interpreta a Bereet en la película de Marvel Studios Guardianes de la Galaxia (2014). Después de que Peter Quill recupera un orbe en el planeta Morag, descubre que Bereet todavía está en su nave, aparentemente por una breve aventura. Más tarde la deja en Xandar mientras intenta vender el orbe.